# Saint-Gervais-Saint-Protais

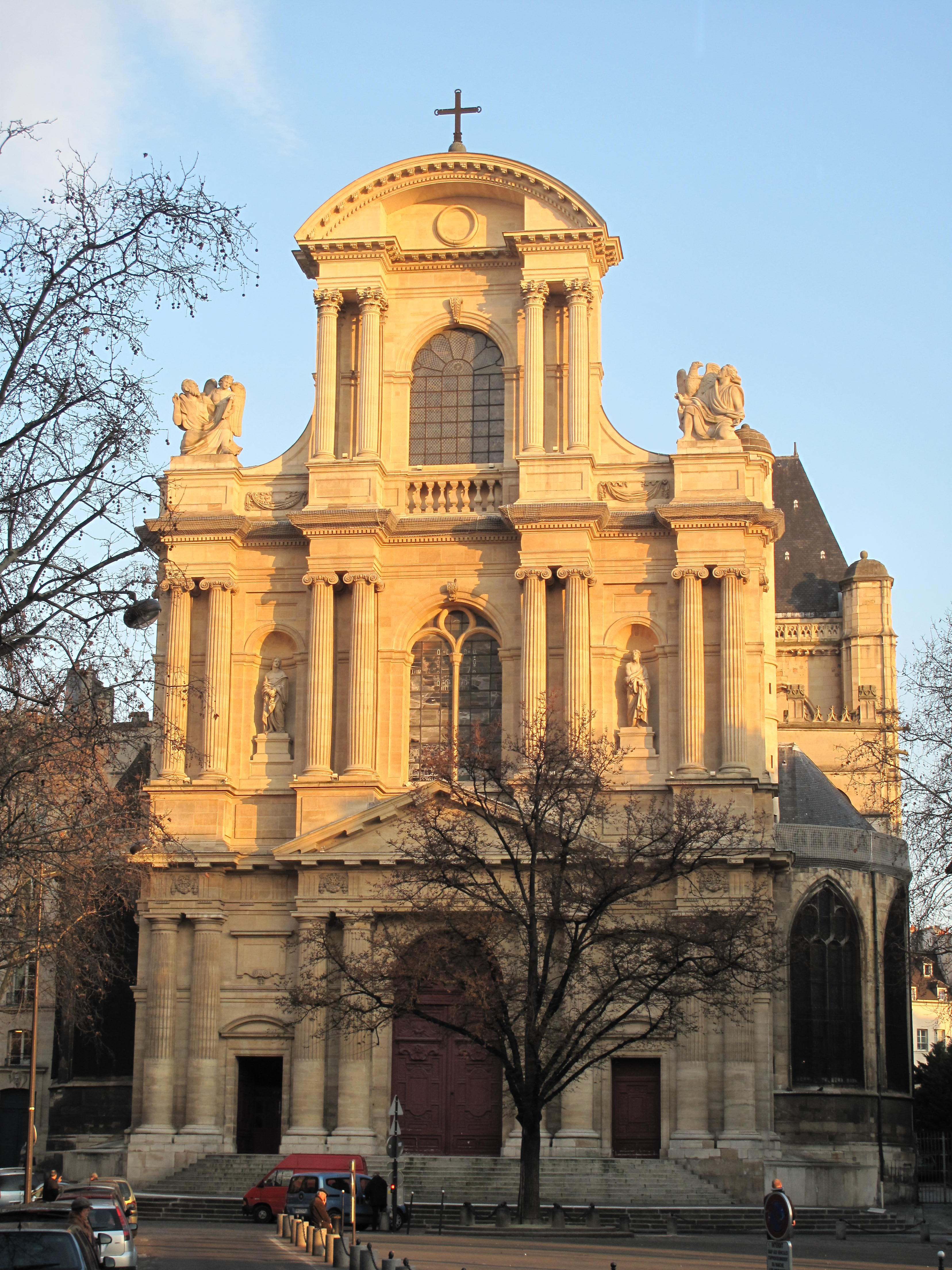
Fachada de Saint-Gervais-Saint-Protais. Barroco francês (a fachada de entrada e alguns outros elementos) e Gótica

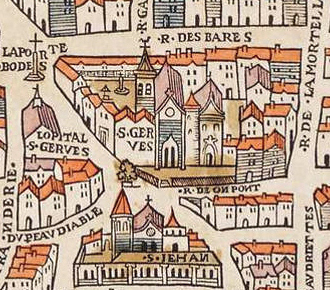
A igreja em 1550

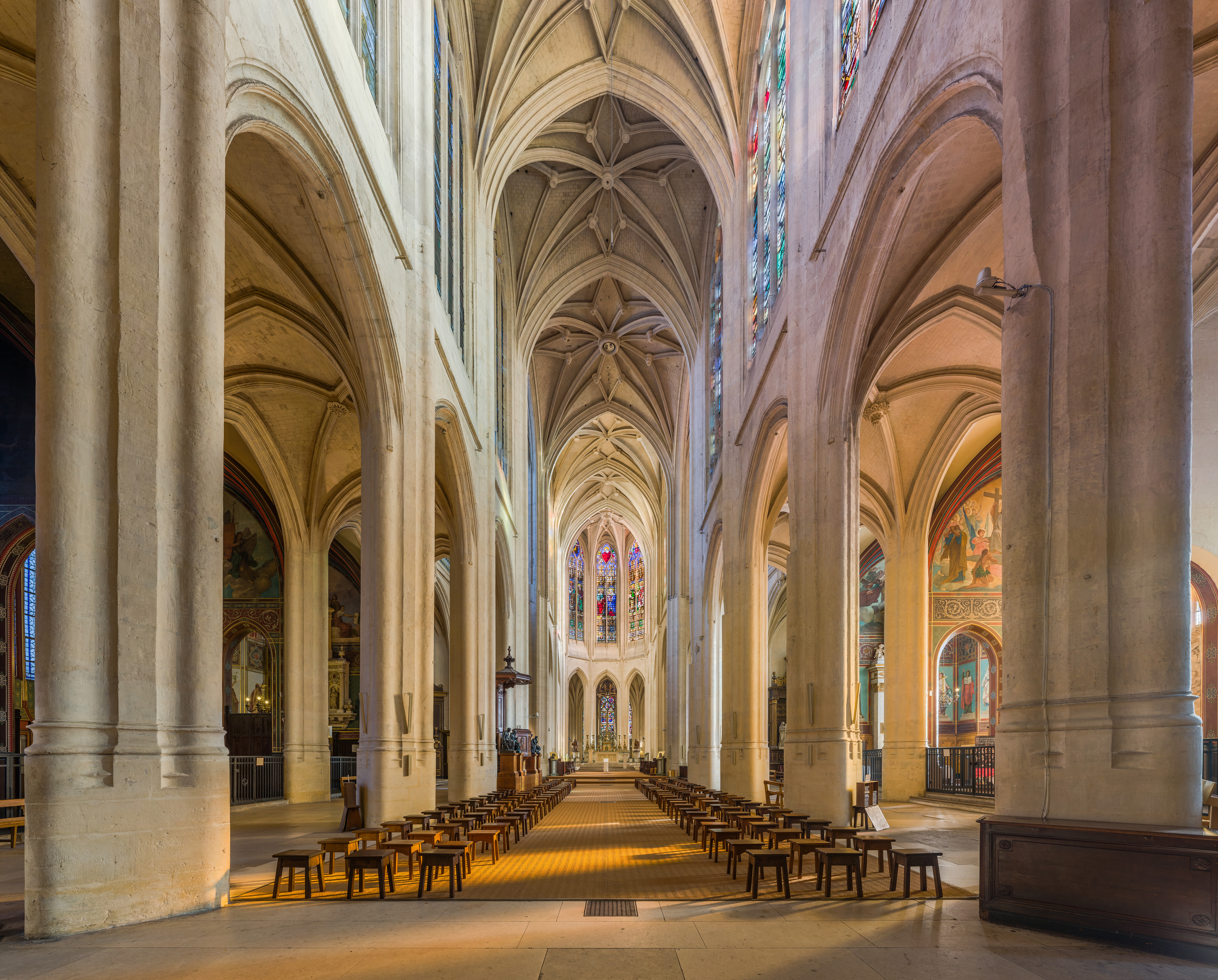
Interior da Igreja de Saint-Gervais-Saint-Protais

Saint-Gervais-Saint-Protais (em português:   igreja de Saint-Gervais-Saint-Protais de Paris) é uma igreja paroquial católica romana localizada no 4º arrondissement de Paris, na Place Saint-Gervais, no bairro de Marais, a leste da Camara municipal (Hôtel de Ville) . A igreja atual foi construída entre 1494 e 1657, no local de duas igrejas anteriores; a fachada, concluída por último, foi o primeiro exemplo do estilo barroco francês em Paris. Os organistas da igreja incluíam Louis Couperin e o seu sobrinho François Couperin, dois dos mais célebres compositores e músicos do período barroco; o órgão que eles usaram ainda pode ser visto hoje. A igreja contém exemplos notáveis de bancos de coro medievais esculpidos, vitrais do século XVI, esculturas do século XVII e vitrais modernos de Sylvie Gaudin e Claude Courageux. Saint-Gervais foi uma igreja paroquial até 1975, quando se tornou a sede das Fraternidades Monásticas de Jerusalém . Desde 1975, os serviços religiosos são celebrados pelas Fraternidades Monásticas de Jerusalém , que reúnem monges e freiras, que vivem o espírito da solidão monástica no coração das grandes cidades.
É construído sobre as fundações do primeiro local de culto conhecido na margem direita de Paris, uma basílica fundada entre 387 e 576 junto a um cemitério galo-romano no monceau de Saint-Gervais , um monte não inundável numa área pantanosa. É também a freguesia mais antiga fora da primeira catedral da Île de la Cité , datando provavelmente da segunda metade  do século XI. Os principais arquitetos foram Martin Chambiges, Salomon de Brosse, Victor Baltard.

## Galeria

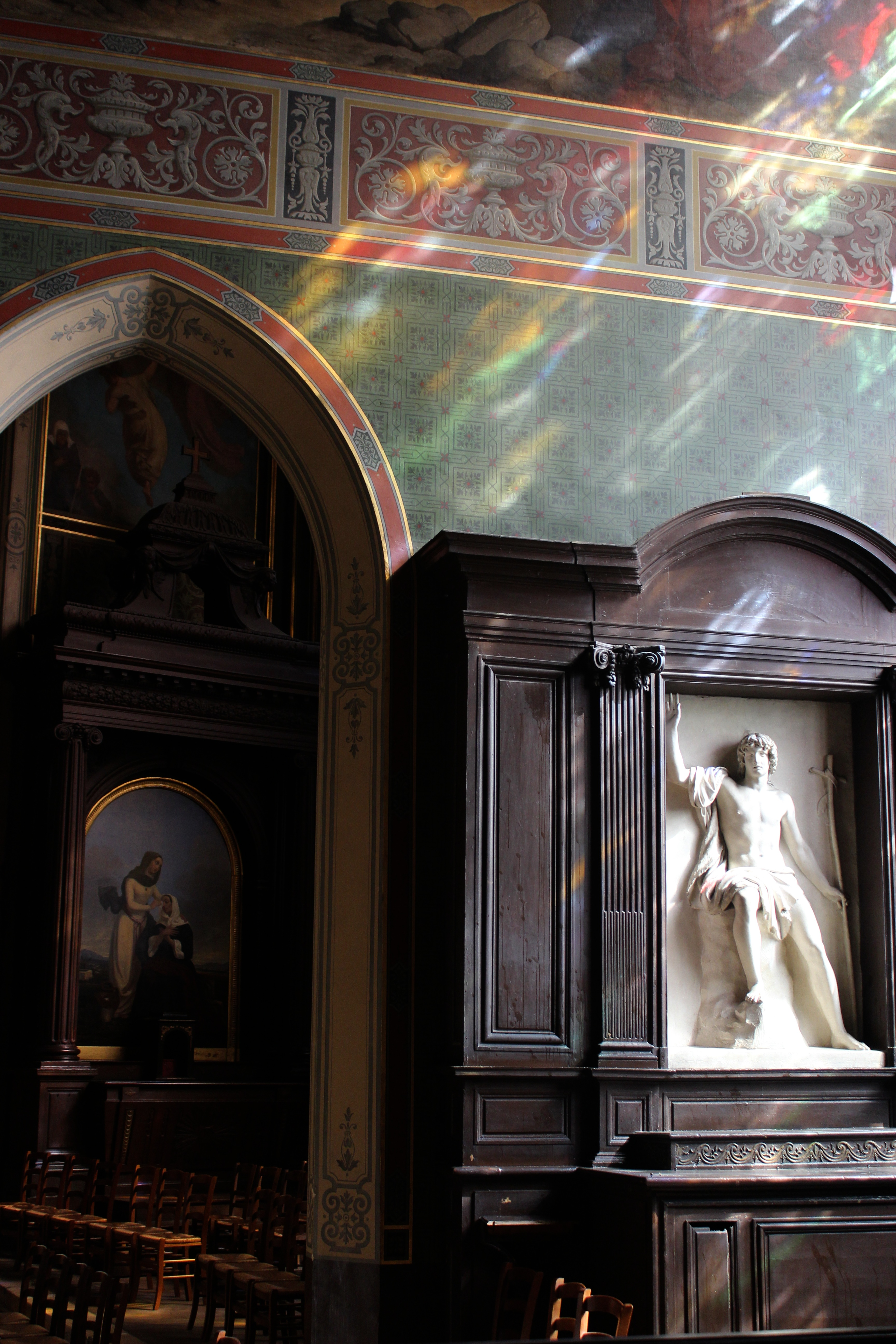
Capela lateral
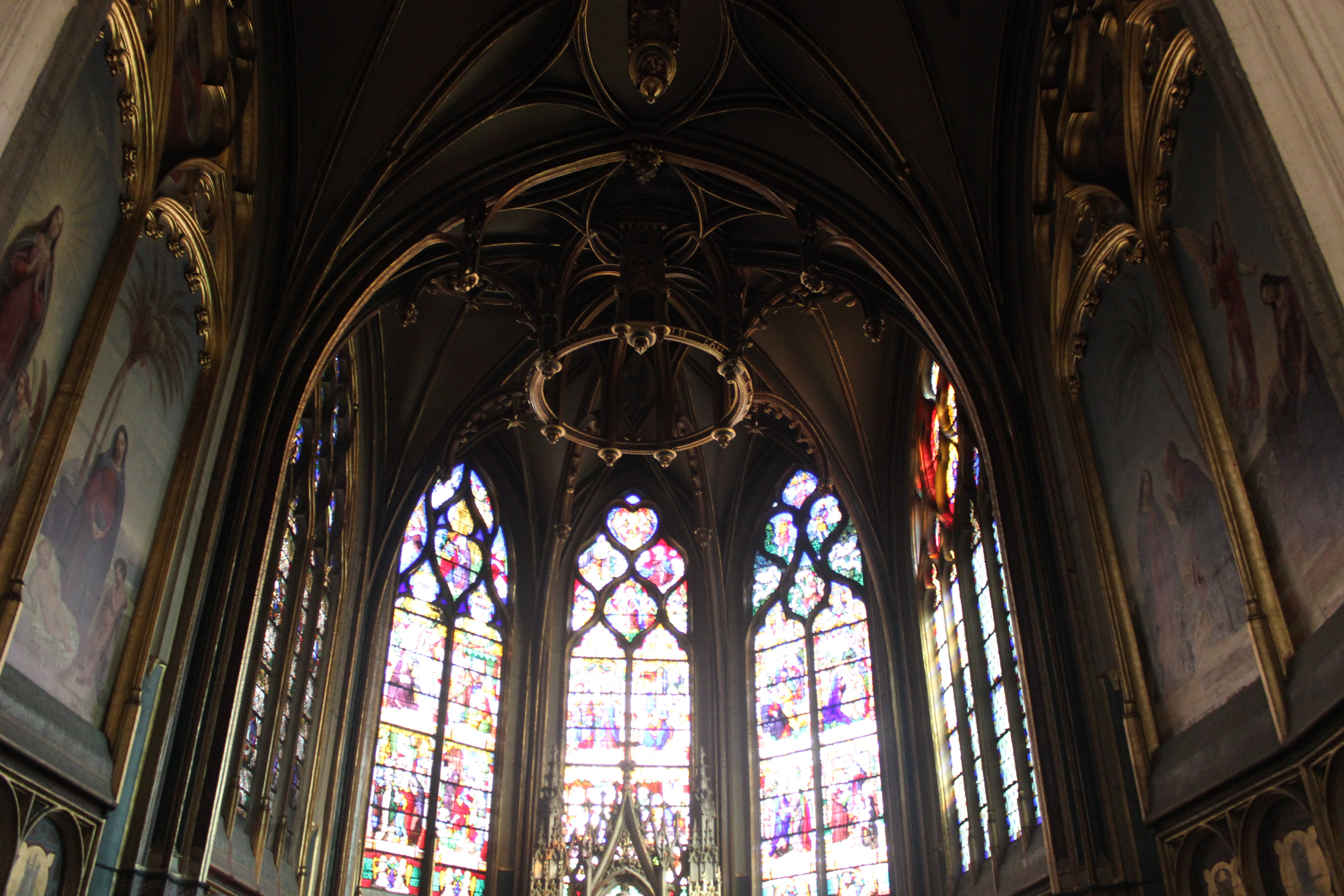
a Capela da Virgem
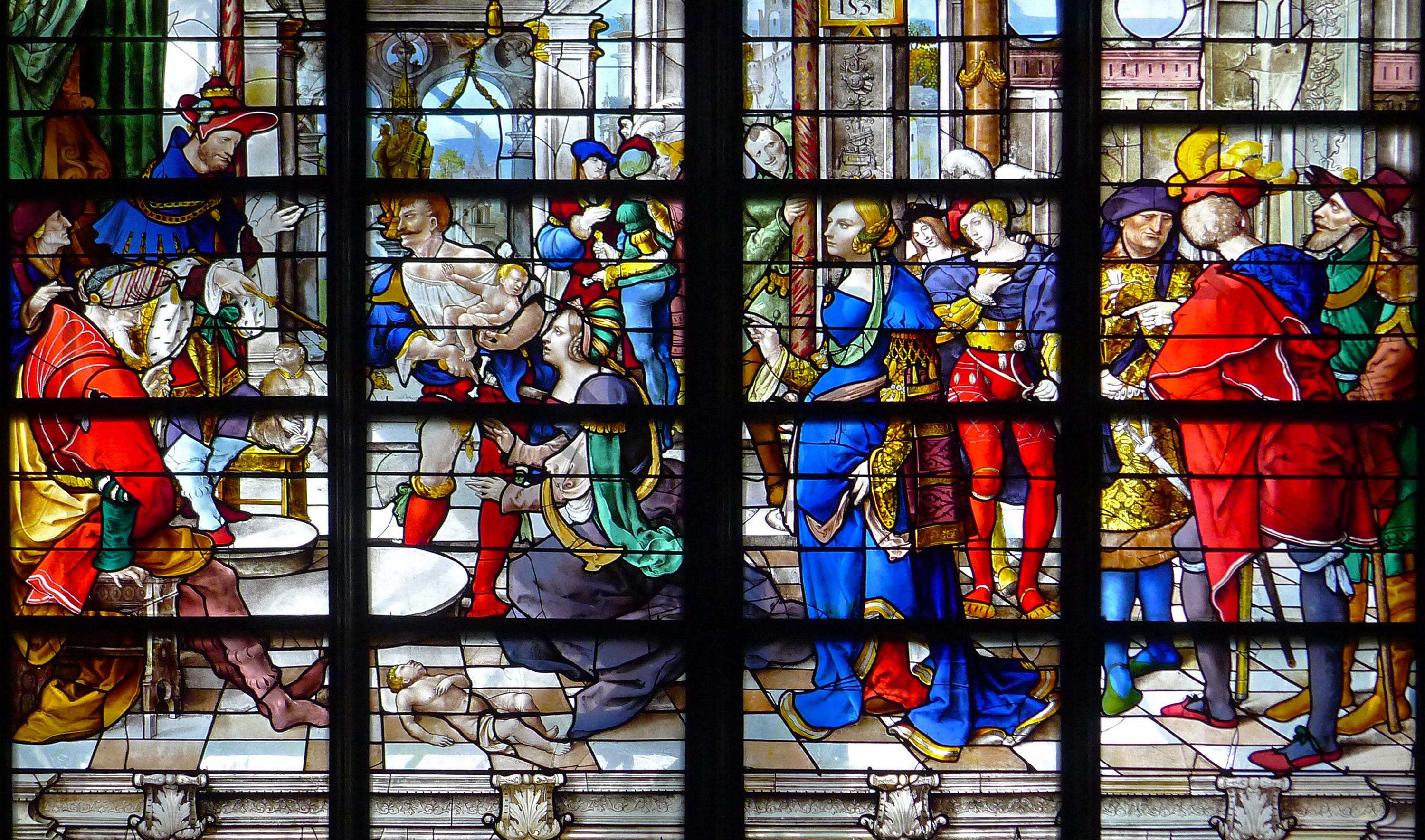
Detalhe da Sabedoria de Salomão de Jean Chastellain (1533)
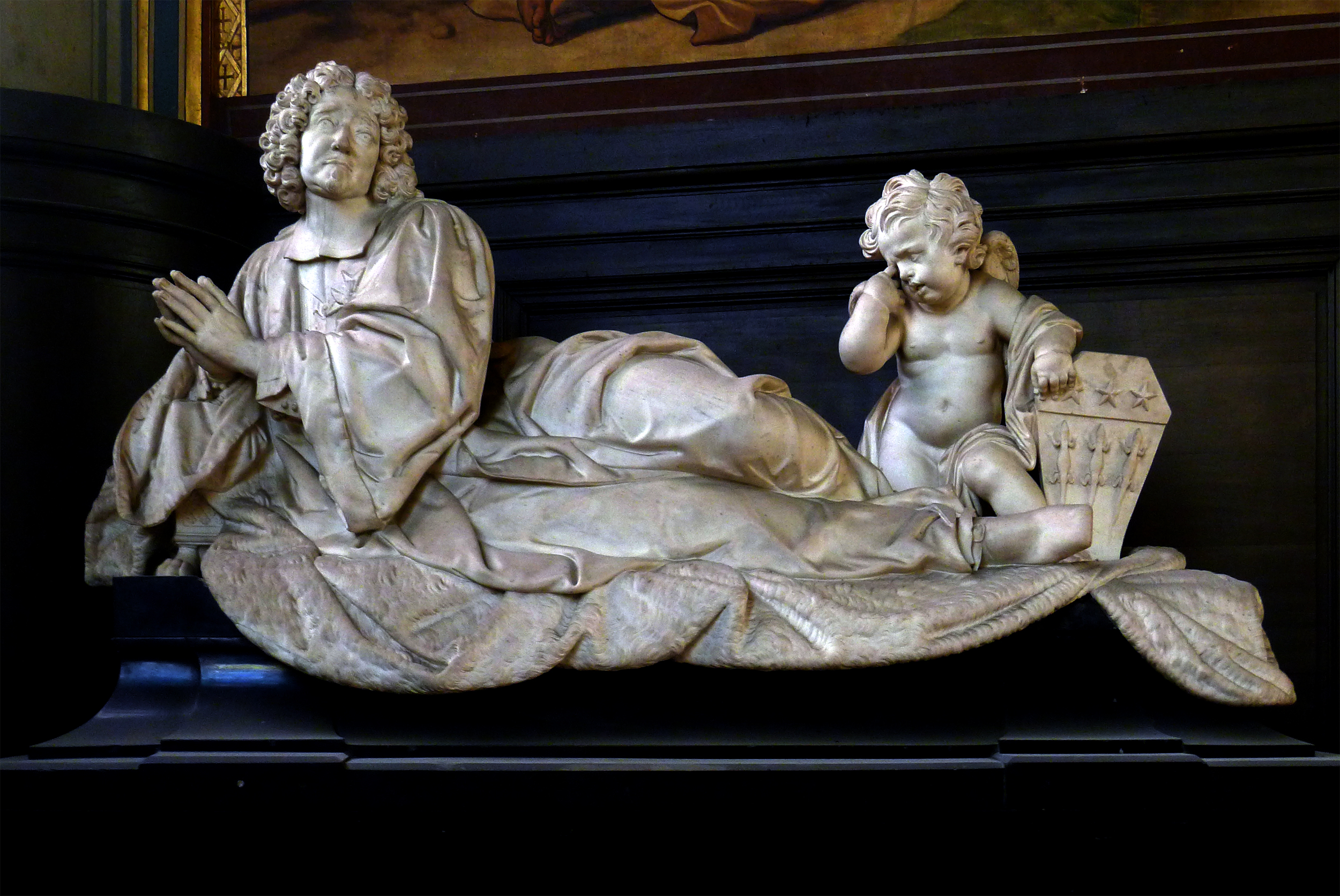
Monumento funerário de Michel Le Tellier (1685)
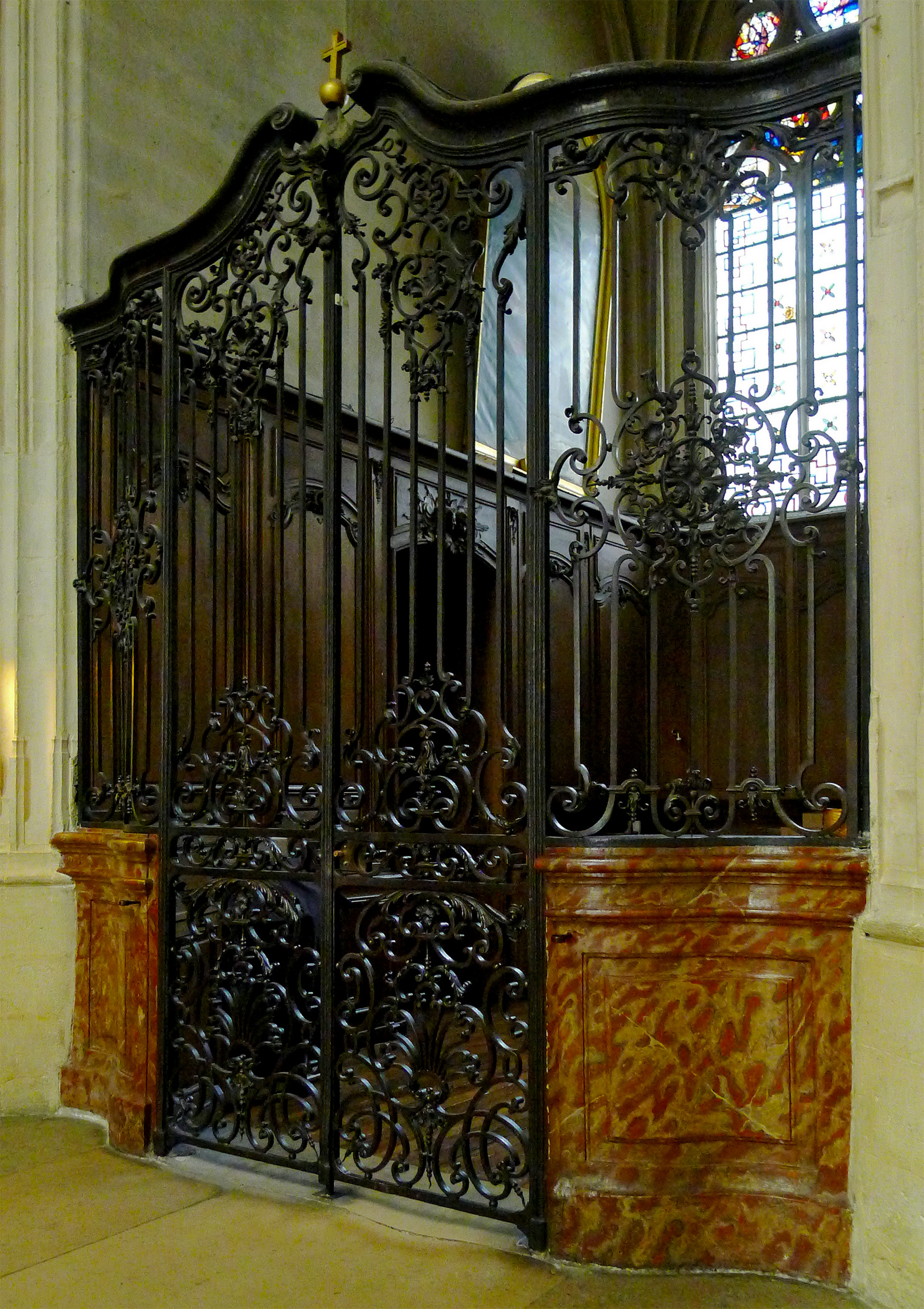
portão em ferro forjado para uma capela
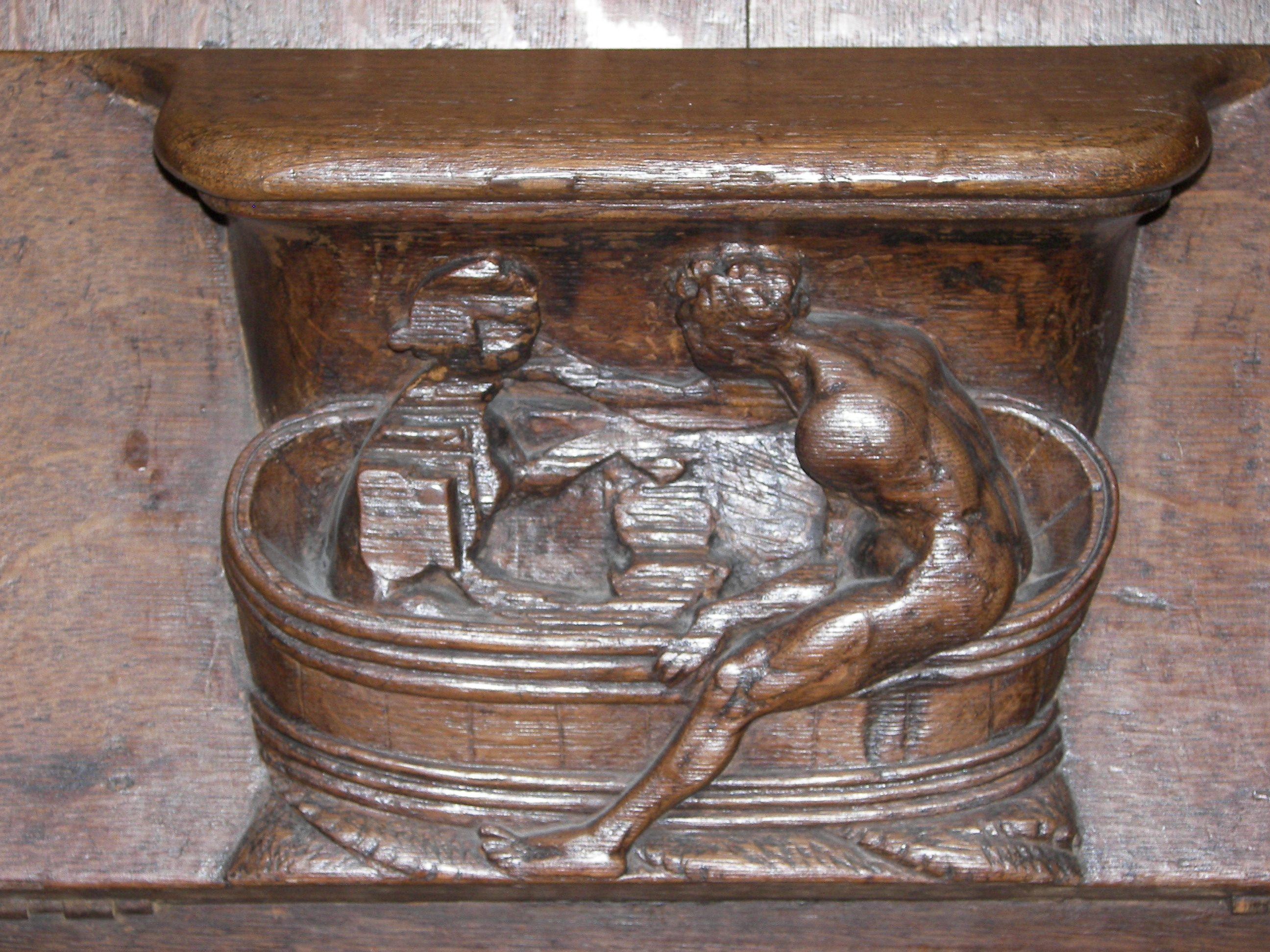
cena de banho esculpida numa tenda de coro

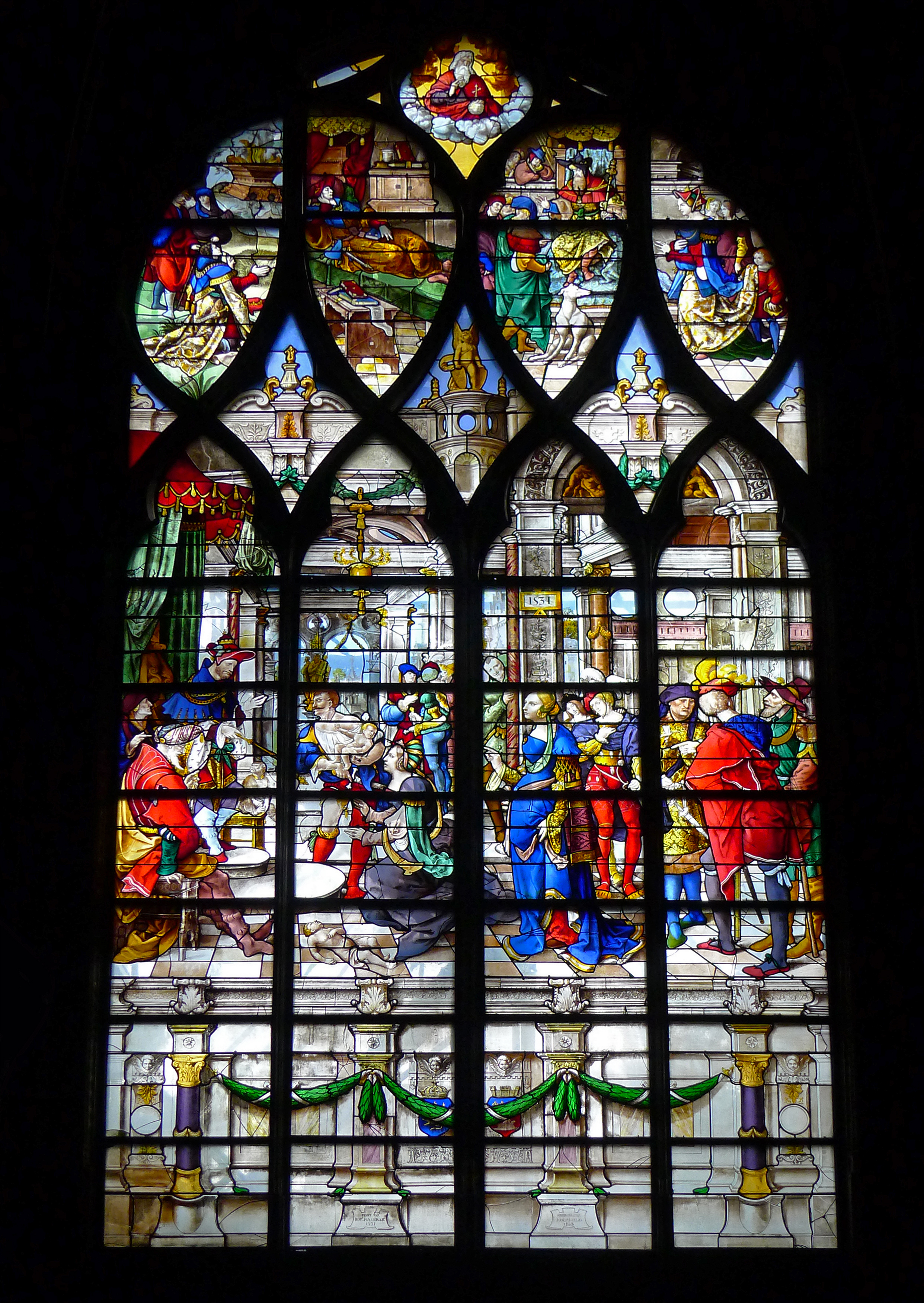
Vitrail completo.
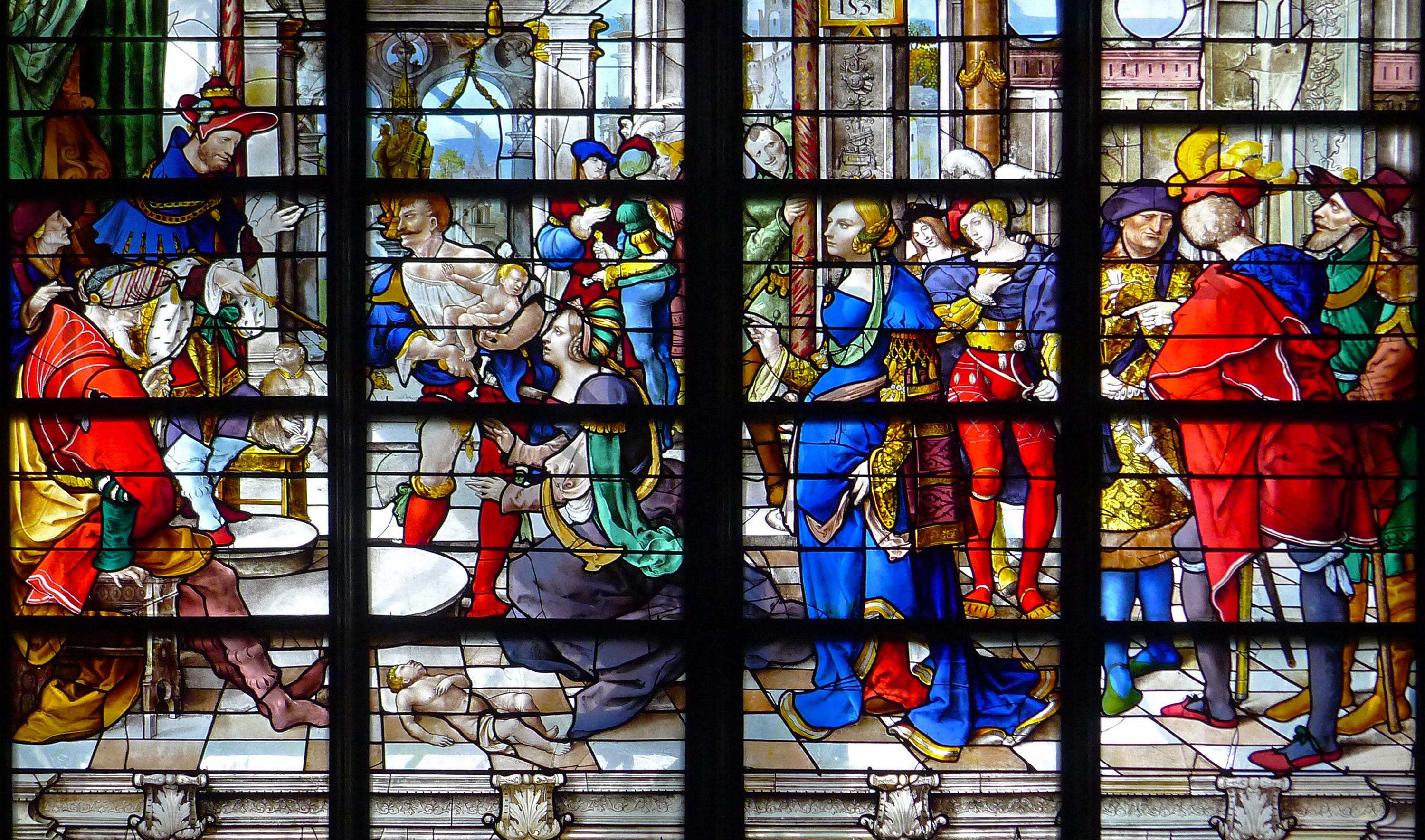
Detalhe.